# Royel Otis
Royel Otis ist ein australisches Musikduo aus Sydney. Der Bandname setzt sich aus den beiden Vornamen des Gitarristen Royel Madell und des Sängers Otis Pavlovic zusammen. Die beiden Künstler gründeten die Band 2019.

## Geschichte
Die Interpreten lernten sich in einer Bar in Sydney kennen, wo sie aufgrund ihrer gemeinsamen Leidenschaft für Musik schnell eine Verbindung zueinander fanden. Beide hatten vorher privat Musik produziert und zeigten sich gegenseitig ihre Werke. Nach kreativem Austausch beschlossen sie 2019, sich zusammenzutun und gemeinsam Musik zu produzieren.
Im Oktober 2021 veröffentlichte die Band ihre Debüt-EP Campus, die fünf Songs umfasst. Im darauffolgenden Jahr erschien im August die zweite EP mit dem Titel Bar & Grill, welche ihren bisher erfolgreichsten Song Oysters In My Pocket enthält, welcher auf Spotify über 86 Millionen Aufrufe verzeichnet. Mit ihrer dritten EP Sofa Kings, die im März 2023 veröffentlicht wurde, erlangten sie den 43. Platz in den ARIA Charts. Der Song Going Kokomo wurde zudem in den Soundtrack von EA Sports FC 24 aufgenommen.
Pratts & Pain (2024)
Im Oktober 2023 kündigte das Duo ihr Debütalbum Pratts & Pain an, welches am 26. Februar 2024 über das Label Ourness veröffentlicht wurde.

## Aktuelles
Die jüngsten Veröffentlichungen der Band sind ein Cover des Songs Murder on the Dancefloor von Sophie Ellis-Bextor, das im Januar 2024 veröffentlicht wurde, sowie ein Cover des Songs Linger von The Cranberries. Innerhalb kurzer Zeit generierte es eine große Reichweite und erreichte den 35. Platz in den ARIA Charts. Des Weiteren planen Royel Otis für das laufende Jahr eine eigene Tournee sowohl in ihrem Heimatland Australien, als auch in Nordamerika. Auf Spotify verzeichnet die Band mehr als 9 Millionen monatliche Hörer.

## Nominierungen
Bei den ARIA Music Awards erhielt ihr Album Sofa Kings 2023 eine Nominierung für den Michael Gudinski Breakthrough Artist Award. Ebenso erhielt die Band Aufmerksamkeit bei den australischen J Awards. Ihre Single Kool Aid aus dem Jahr 2022 wurde für den Australian Video of the Year Award 2023 nominiert.

## Genre
Das Genre der Band lässt sich als moderner Indie-Pop-Rock charakterisieren, wobei die Künstler es selbst als „betrunkenen Pop, Punk“ bezeichnen. Als Vorbild nehmen sich die Interpreten Bands wie The Cure. Der Klang ihrer Musik erinnert an Popmusik der frühen 2000er Jahre und zielt darauf ab, den Zuhörern ein nostalgisches Gefühl zu vermitteln. Dennoch streben die beiden Musiker danach, ihrer Musik einen einzigartigen Klang zu verleihen.

## Diskografie

### Alben
- 2024: Pratts & Pain

### EPs
- 2021: Campus
- 2022: Bar & Grill
- 2023: Sofa King

### Singles
- 2021: Only One
- 2021: Without U
- 2022: Oysters in My Pocket (UK: Silber)[19]
- 2022: Bull Breed
- 2022: Motels
- 2022: Kool Aid
- 2023: I Wanna Dance with You
- 2023: Going Kokomo
- 2023: Adored
- 2023: Fried Rice
- 2023: Heading for the Door
- 2024: Velvet
- 2024: Murder on the Dancefloor (triple j Like A Version)
- 2024: Linger (Cover Song -The Cranberries)
- 2024: Til the Morning